# Afrophthalma pygmaea
Afrophthalma pygmaea là một loài bọ cánh cứng trong họ Chrysomelidae. Loài này được Medvedev & Erber miêu tả khoa học năm 2003.